# Csomay Zsófia
Csomay Zsófia (Budapest, 1940. június 4. –) Ybl-díjas magyar építész, belsőépítész, érdemes művész, címzetes egyetemi tanár..

## Életpályája
|  | „Az a környezet, amiben harminc éven keresztül dolgoztunk, teljesen más volt, mint ami a rendszerváltás után következett. Akkor nem éreztük a pénz hatalmát. És ez ma komoly problémát jelent, mert az építészeti érték a pénzen múlik. A másik pedig, hogy nem szoktunk hozzá az állandó versenyhelyzethez, legnagyobb baj az, hogy ebben a helyzetben nem az értékek szerint rendeződnek a dolgok. Nem azok szerint az értékek szerint, amiket mi építészeti értéknek érzünk. ” |
|  | – Csomay Zsófia, 2005 |

A veszprémi Lovassy László Gimnáziumban érettségizett, majd a Magyar Iparművészeti Főiskolán szerzett diplomát 1967-ben. 1970-1972 között elvégezte a Mesteriskolát is. A főiskolán Szrogh György, Jurcsik Károly, Jánossy György és Németh István voltak a mesterei, a Mesteriskolán szintén Jánossy György. 1967-1985 között a KÖZTI-ben dolgozott, majd 1985-1990 között a Soform Stúdió, 1990-től pedig annak jogutódja, a CET Budapest Kft. vezető tervezője.
1985 óta oktat a Magyar Iparművészeti Főiskolán (ma Moholy-Nagy Művészeti Egyetem).
Személyes példaképei közé sorolja Jánossy Györgyöt, aki egyetemi tanára, mestere, majd munkaadója is volt, valamint férjét és munkatársát, Reimholz Pétert.
Első komoly munkáját mesteriskolásként kapta: Nagy Elemér építész mellett az EMKE Szálló bárjának belsőépítészetéért felelt. A hetvenes-nyolcvanas években több nagyméretű irodaházat tervezett; a budapesti Fő utcában álló Industrialexport- Irodaházat Gereben Gáborral, valamint a Kontakta Irodaházat a Soroksári úton. Ybl-díjat 1986-ban, Hegedüs Péterrel együtt kapott „a Békéscsabai Könyvtár építészeti és belsőépítészeti tervezéséért.” Néhány munkáját férjével, Reimholz Péterrel közösen tervezte – ezek közül a Collegium Budapest Raoul Wallenberg Vendégháza (a Budai Vár oldalában) aratta a legnagyobb szakmai sikert. Számos munkáját pályázatokon nyerte. llyen volt a Herendi Porcelánmúzeuum, amelyet Magyari Évával közösen tervezett. Valamint a veszprémi Völgyikút Szabadidőközpont, amely a saját nagyapja strandja helyén létesült. A kétezres években több lakóépületet tervezett a Józsefvárosban. 2009 novemberében Nagy Györggyel közös terve első helyezést írt el a székesfehérvári Nemzeti Emlékhely fejlesztésére kiírt pályázaton. 2014-től tagja volt a Nemzeti Hauszmann Terv társadalmi bizottságának. 2016 márciusában többekkel együtt lemondott és Lázár János Miniszterelnökséget vezető miniszterhez címzett nyílt levelet tett közzé.
Budapesten, a Vároldalban él.

## Díjak, elismerések
- 1986. Ybl Miklós-díj
- 1995. Pro Architectura díj
- 2000. Budapesti Építészeti Nívódíj
- 2002. Pro Architectura díj (megosztva Magyari Évával)[5]
- 2003. Kotsis Iván-érem[6]
- 2008. Érdemes művész[7]
- 2009. Pro Architectura díj[8]
- 2017. Prima díj[9]
- 2019. Címzetes Egyetemi Tanár, Moholy-Nagy Művészeti Egyetem
- 2021. Moholy-Nagy-díj[10]

## Fontosabb építészeti művei
- 1970. Maxim Mulató (EMKE Szálló), Budapest (belsőépítészet)
- 1977. A Műszaki Könyvtár szolgáltatóháza, Budapest, Gyorskocsi utca (építészet és belsőépítészet)
- 1978. Országos Oktatási Központ, Veszprém, (belsőépítészet)
- 1979. Szombathelyi Markusovszky kórház (belsőépítészet)
- 1980. Gépexport (Industrialexport) irodaház, Budapest I. Fő u. (építészet és belsőépítészet; Gereben Gáborral)
- 1984. Kontakta Irodaház, Bp. IX. Soroksári út (építészet)
- 1985. Megyei Könyvtár, Békéscsaba (építészet és belsőépítészet, Hegedűs Péterrel)
- 1986. RAMADA Grand Hotel, Budapest – bővítés, átalakítás (építészet és belsőépítészet, Gereben Gáborral)
- 1989. Saját lakóházuk a Kapucinus utcában (Reimholz Péterrel)
- 1993. Saját balatoni nyaraló (Reimholz Péterrel)
- 1994. ART Hotel, Bp. V. Királyi Pál u. (építészet és belsőépítészet, Heppes Miklóssal)
- 1995. Szabadság úti Általános Iskola, Budapest (építészet és belsőépítészet, Koczka Istvánnal)
- 1996. Három csoportos óvoda, Bp. II. Kolozsvár u. (építészet és belsőépítészet, Heppes Miklóssal)

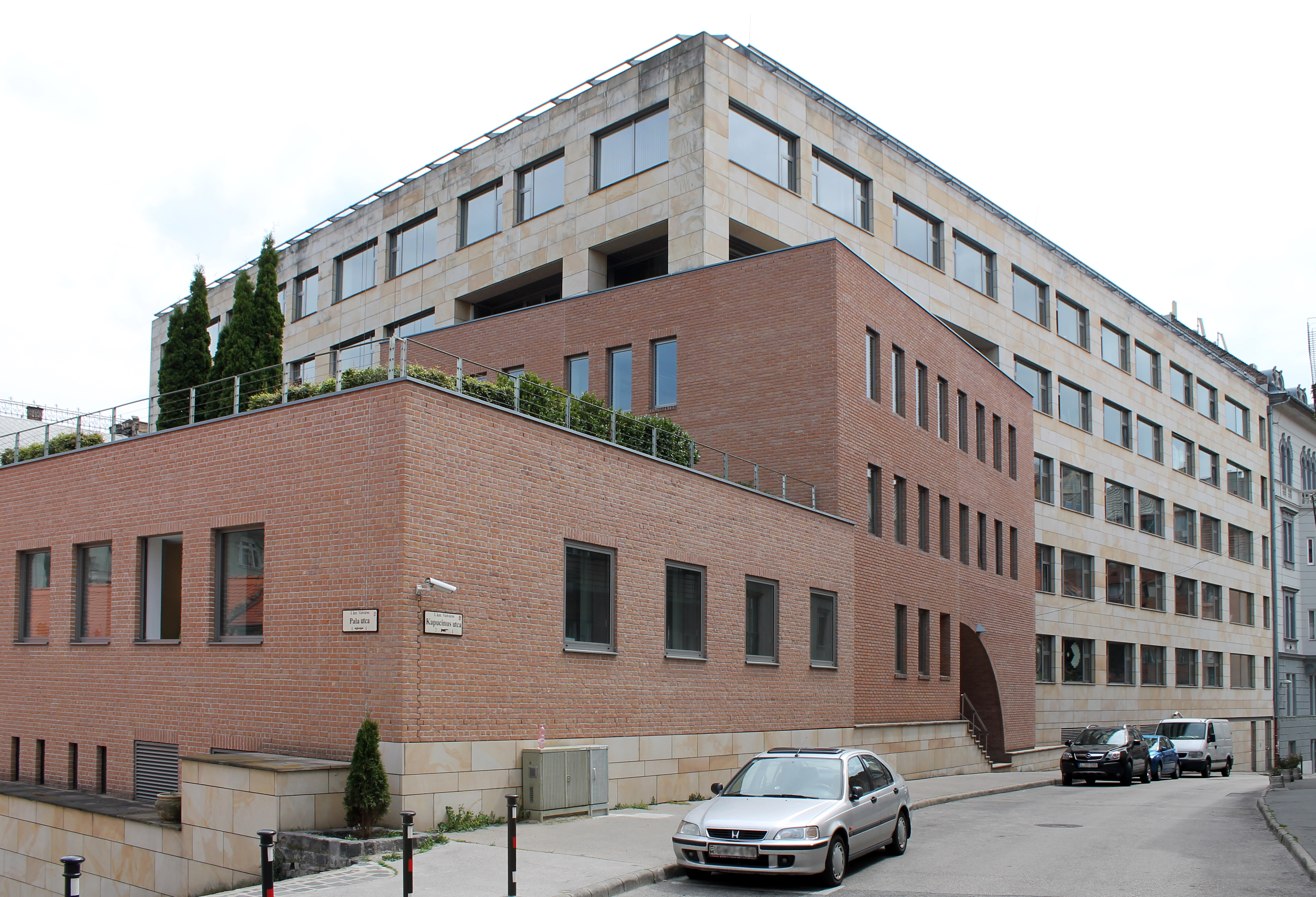
A PALA irodaház, Budapest

- 2000. Evangélikus templom, Pásztó (építészet és belsőépítészet, Jánossy Johannával)
- 2000. Herendi Porcelánmúzeum, teljes rekonstrukció (építészet és belsőépítészet, Magyari Évával)
- 2000. Collegium Budapest Vendégház (építészet és belsőépítészet, Reimholz Péterrel)
- 2002. Duna-Pest Rezidenciák – 350 lakásos lakóházak a Millenniumi Városközpontban
- 2002. PALA irodaház, Budapest I. Fő utca 14-18.
- 2008. Völgyikút Szabadidőközpont, Veszprém
- 2007. City Garden 350 lakásos lakóház, Bp. VIII. Corvin sétány
- 2011. Sun Resort - 290 lakásos lakóház, Bp. VIII. Corvin sétány
- 2012. Duma színház, Bp. VIII. Corvin sétány belső (Lente Andrással)
- 2016. Műhelyház, Moholy-Nagy Művészeti Egyetem (Reimholz Péter korábbi terveiből kiindulva Németh Tamással)
- 2019. Műteremház, Moholy-Nagy Művészeti Egyetem (Németh Tamással)[11]